# 集団訴訟
集団訴訟（しゅうだんそしょう）とは、同一の事件について利害関係を共通にする複数の人間が、同時に原告側となって起こした民事訴訟のこと。特に原告が多数なものは大規模訴訟とも言われる。法的には複雑訴訟形態のうちの多数当事者訴訟の一種となるが、厳密な訴訟類型としては共同訴訟や選定当事者訴訟、クラスアクションなど様々な形式が含まれている。

## 概要
集団訴訟は、同じ原因によって多数の者が損害を受けた場合に利用される。具体的には、欠陥商品による消費者問題や、労働者の整理解雇、薬害事件、公害事件、大規模投資集団での運用の失敗などの場合が挙げられる。
この種の紛争においては、多数の被害者を合計すれば巨大な被害と言えても、個々人の損害額は少額なことも多く、個別的に訴訟を提起しても賠償額よりも訴訟費用のほうが多額となってしまい、割に合わないおそれがある。また、同一原因であれば原告として立証すべき内容も本来は共通しているのに、別個に訴訟を行っては重複する立証を別に行わねばならず、原告の労力も裁判所の資源も無駄が多く不合理である。そこで、多くの被害者が協力して訴訟を行うことで、訴訟費用や証拠収集の負担を分担しあい、裁判による権利実現を容易に行えるという集団訴訟の存在意義が生じてくる。なお、多数の原告により集団訴訟を起こすことは、社会的な注目を集めて被告に圧力をかける効果もあり、被告の譲歩を強制して和解による紛争解決を図る手段にも用いられる。
日本の民事訴訟法の場合、通常共同訴訟が基本的な集団訴訟の類型となり、「訴訟の目的である権利又は義務が数人について共通であるとき」または「同一の事実上及び法律上の原因に基づくとき」に、複数の原告が一個の訴訟手続きで請求を行うことが可能になる。ほかに、原告のうちの一部の者だけを選定当事者として訴訟追行を委ね、それ以外の原告は訴訟手続きから離脱して結果を待つ選定当事者制度も設けられている。これらの制度で裁判の効力が及ぶ人的範囲は、自ら当事者となった原告か、積極的に選定当事者へ授権した者までであり、個別の授権を要しないクラスアクションより範囲が狭い。
集団訴訟とは異なるものであるが、同様に多数当事者の集団的な法的権利を訴訟上で請求しやすくするための訴訟類型としては、団体訴訟という立法例も見られる。これは、ドイツなどで発展してきたもので、消費者などの利益を代表するのに適した立場・能力の団体を公的に認定し、民事訴訟を提起する権利（団体訴権）を付与して当事者適格を認める制度である。個々の具体的な紛争とは関わりなく、事前に適格団体を認定しておく点でクラスアクションとも異なる。日本では、2007年（平成19年）より導入が始まった消費者団体訴訟制度が団体訴訟の一種にあたるが、請求内容が違法な勧誘等の差し止めに限られており、賠償請求までは認められていない。。
なお、住民訴訟などの民衆訴訟においても多数の原告が関与する場合があるが、これは原告個人の法的権利を目的とはしない客観訴訟の一種であるため、民事訴訟である集団訴訟とは区別される。